# Ejn ha-Naciv
Ejn ha-Naciv (hebrejsky עֵין הַנְּצִי"ב, anglicky Ein HaNatziv, v oficiálním seznamu sídel En HaNaziv) je vesnice typu kibuc v Izraeli, v Severním distriktu, v Oblastní radě Emek ha-Ma'ajanot.

## Geografie
Leží v nadmořské výšce 143 metrů pod mořskou hladinou v intenzivně zemědělsky využívaném Bejtše'anském údolí, které je součástí Jordánského údolí. V okolí obce se nacházejí četné vydatné prameny, ale původní vádí protékající údolím byla většinou kvůli zemědělskému hospodaření svedena do umělých vodotečí. Údolí je rovinaté, s rozsáhlými plochami umělých vodních nádrží a zemědělských pozemků. Člení ho jen nevelké pahorky, většinou lidského původu coby stopy dávného osídlení jako Tel Rechov jižně odtud nebo Tel Cemed na severovýchodní straně. Zhruba 5 kilometrů na západ od vesnice se terén prudce zvedá do svahů pohoří Gilboa s horou Micpe Gilboa (500 m n. m.) nebo skalním stupněm Matlul Avinadav.
Vesnice je situována 25 kilometrů jižně od Galilejského jezera, 5 kilometrů západně od Jordánu, cca 2 kilometry jižně od města Bejt Še'an, cca 82 kilometrů severovýchodně od centra Tel Avivu a cca 62 kilometrů jihovýchodně od centra Haify. Ejn ha-Naciv obývají Židé, přičemž osídlení v tomto regionu je ryze židovské.
Společně s nedalekými vesnicemi Tirat Cvi, Šluchot a Sde Elijahu vytváří blok nábožensky založených kibuců.
Ejn ha-Naciv je na dopravní síť napojen pomocí lokální silnice číslo 6678, která západně od kibucu ústí do dálnice číslo 90.

## Dějiny
Ejn ha-Naciv byl založen v roce 1946. Název obce je akronymem jména rabína Naftaliho Cviho Jehudy Berlina z Voložinu (v dnešním Bělorusku), který zpočátku podporoval hnutí Chovevej Cijon a židovské osidlování Palestiny.
Zakladateli obce byla skupina nábožensky orientovaných sionistů původem z Německa. Po 8 let se připravovali na založení vlastní vesnice v provizorní lokalitě poblíž Rišon le-Cijon. Skupinu později posílili další židovští přistěhovalci z Francie, Československa a zemí Beneluxu. Přímo v prostoru kibucu vyvěraly tří sladkovodní prameny.
Až do roku 1948 stála cca 1 kilometr jihozápadně od nynějšího kibucu arabská vesnice Farwana. Ta měla roku 1931 286 obyvatel a 72 domů. V květnu 1948, během Operace Gideon, v počáteční fázi války za nezávislost, byla dobyta izraelskými silami a místní arabské obyvatelstvo uprchlo do Jordánska. Zástavba ve Farwana byla pak zničena.
Roku 1949 měl kibuc Ejn ha-Naciv 158 obyvatel a rozlohu katastrálního území 2100 dunamů (210 hektarů).
Ekonomika obce je založena na zemědělství a chovu ryb v umělých nádržích. Také na průmyslu. V kibucu fungují zařízení předškolní péče o děti. Základní škola je v nedalekém Sde Elijahu. V obci je k dispozici knihovna s náboženskou literaturou, synagoga, zdravotní středisko.

## Demografie
Obyvatelstvo kibucu Ejn ha-Naciv je nábožensky založené. Podle údajů z roku 2014 tvořili naprostou většinu obyvatel v Ejn ha-Naciv Židé (včetně statistické kategorie „ostatní“, která zahrnuje nearabské obyvatele židovského původu ale bez formální příslušnosti k židovskému náboženství).
Jde o menší sídlo vesnického typu se stagnující populací. K 31. prosinci 2014 zde žilo 615 lidí. Během roku 2014 populace stoupla o 0,2 %.
| Rok            | 1948 | 1949 | 1961 | 1972 | 1983 | 1995 | 2001 | 2003 | 2004 | 2005 | 2006 | 2007 | 2008 | 2009 | 2010 | 2011 | 2012 | 2013 | 2014 |
| -------------- | ---- | ---- | ---- | ---- | ---- | ---- | ---- | ---- | ---- | ---- | ---- | ---- | ---- | ---- | ---- | ---- | ---- | ---- | ---- |
| Počet obyvatel | 262  | 158  | 236  | 375  | 542  | 612  | 557  | 529  | 510  | 517  | 507  | 505  | 509  | 570  | 562  | 569  | 605  | 614  | 615  |